# Mark van Eeghen
Mark van Eeghen é um ex-jogador profissional de futebol americano estadunidense.

## Carreira
Mark van Eeghen foi campeão da temporada de 1980 da National Football League jogando pelo Oakland Raiders.